# Julien Le Roy
Pour les articles homonymes, voir Le Roy.
Julien Le Roy, né le 6 août 1686 à Tours, mort le 20 septembre 1759 à Paris, est un scientifique français, horloger du roi Louis XV. 

## Biographie
Formé par son père Pierre Le Roy, il fabrique sa première pendule à l'âge de treize ans. Il arrive à Paris en 1699 où il devient l'apprenti de C. Le Bon.
Reçu en tant que maître, en 1713, dans la corporation des horlogers de Paris, puis juré de sa guilde, il est juré de la Société des Arts de 1735 à 1737. Le Roy réussit à enlever aux Anglais leur supériorité en horlogerie, et Voltaire put dire à l’un des fils de Le Roy, peu après la bataille de Fontenoy : « Le maréchal de Saxe et votre père ont battu les Anglais. »
Spécialiste des montres à répétition, Le Roy perfectionna le compensateur des pendules et inventa les horloges publiques dites « horizontales ». On lui doit aussi le cadran universel à boussole et à pinnules, le cadran horizontal universel, propre à tracer des méridiennes, etc. Installé rue de Harlay à Paris, il travaille sur les mouvements à équation, ainsi que des mécanismes de répétition à tirage. Il adopte l’échappement à cylindre de George Graham, rendant les montres plus plates.
Il collabore avec les meilleurs artisans : André-Charles Boulle, Robert Osmond, Balthazar Lieutaud et Antoine Foullet pour les caisses ; Jacques Caffieri ou Jean-Joseph de Saint-Germain pour les ornements en bronze ; Antoine-Nicolas Martinière, ou Nicolas Jullien pour les cadrans.
Il est nommé « horloger ordinaire du roi » Louis XV en 1739. Grâce à son amitié avec les horlogers britanniques Henry Sully et William Blakey, plusieurs excellents horlogers anglais et hollandais ont pu entrer dans les ateliers parisiens. 
Il eut quatre fils qui se firent également un nom dans les arts : 
- Pierre Le Roy, horloger, né à Paris en 1717, mort à Viry-Châtillon, en 1785. Il découvrit l’isochronisme du ressort spiral et parvint à construire des instruments de la plus grande régularité ;
- Jean-Baptiste Le Roy, physicien, né et mort à Paris (1720-1789). Nommé, en 1751, géomètre adjoint de l’Académie des sciences, il fut pensionnaire en 1770 ; il inventa la première machine électrique positive et négative qui ait été employée ;
- Charles Le Roy, (1726-1779), médecin, étudia, puis professa la médecine à l’université de Montpellier avec une grande distinction ;
- Julien-David Le Roy, architecte, né et mort à Paris (1724 ou 1728-1803). Grand prix d’architecture, il visita l’Italie et la Grèce, retourna en France en 1758, et fut nommé professeur à l’Académie d'architecture. On a de lui : Ruines des plus beaux monuments de la Grèce (1758) ; Histoire de la disposition et des formes que les chrétiens ont données à leurs temples (1764) ; la Marine des anciens peuples expliquées, etc. (1777).

## Œuvres dans les collections publiques
- France : 
  - Le Louvre
  - musée Cognacq-Jay
  - musée Jacquemart-André
  - Petit Palais
  - château de Versailles
- Royaume-Uni : 
  - Victoria and Albert Museum
  - le Guildhall à Londres
  - Waddesdon Manor
- Suisse : 
  - musée international d’horlogerie de La Chaux-de-Fonds
  - musée de Zeitmessung Bayer à Zurich

- le Rijksmuseum d’Amsterdam

- musées royaux d'art et d'histoire de Bruxelles

- Museum für Kunsthandwerck de Dresde

- Nationalmuseum de Stockholm en Suède

- musée national d'arts anciens de Lisbonne

- États-Unis : 
  - Jean Paul Getty Museum de Californie
  - Walters Art Gallery de Baltimore
  - Detroit Institute of Arts
  - MoMa à New York
  - California Palace of the Legion of Honor

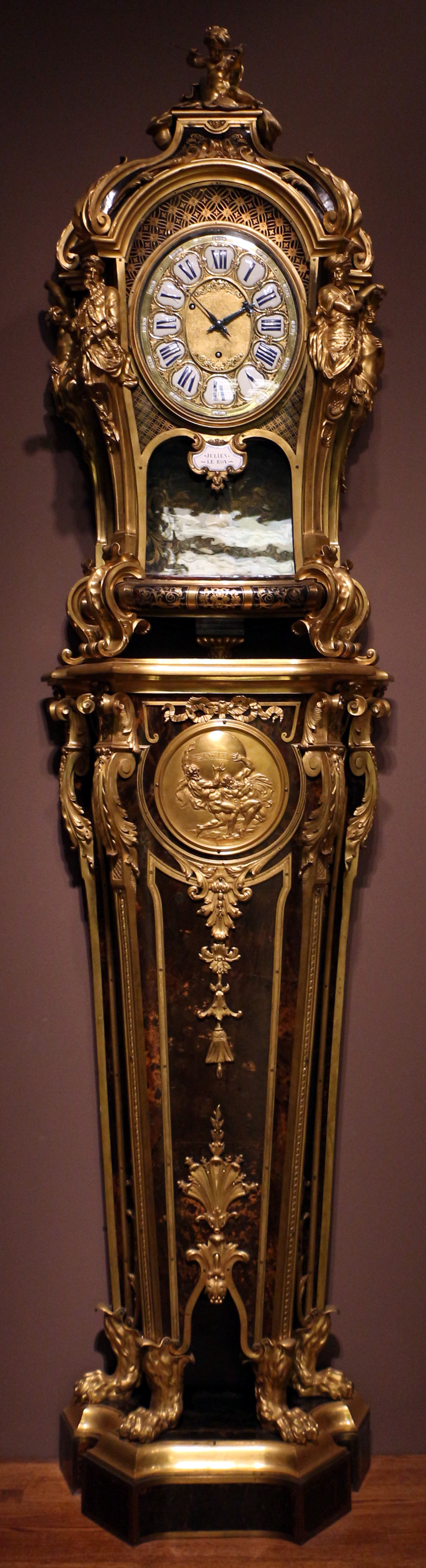
Detroit Institute of Arts
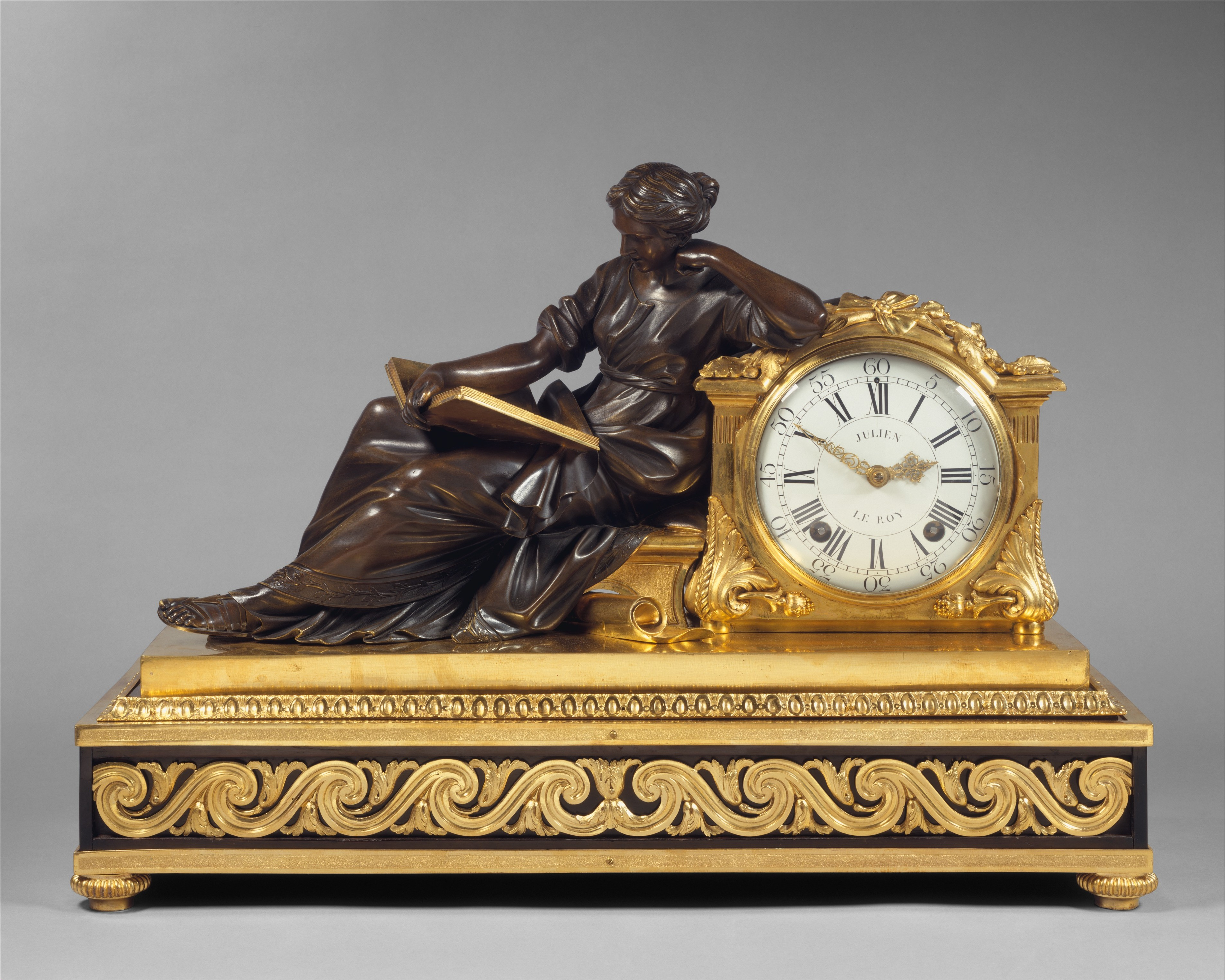
MoMa à New York
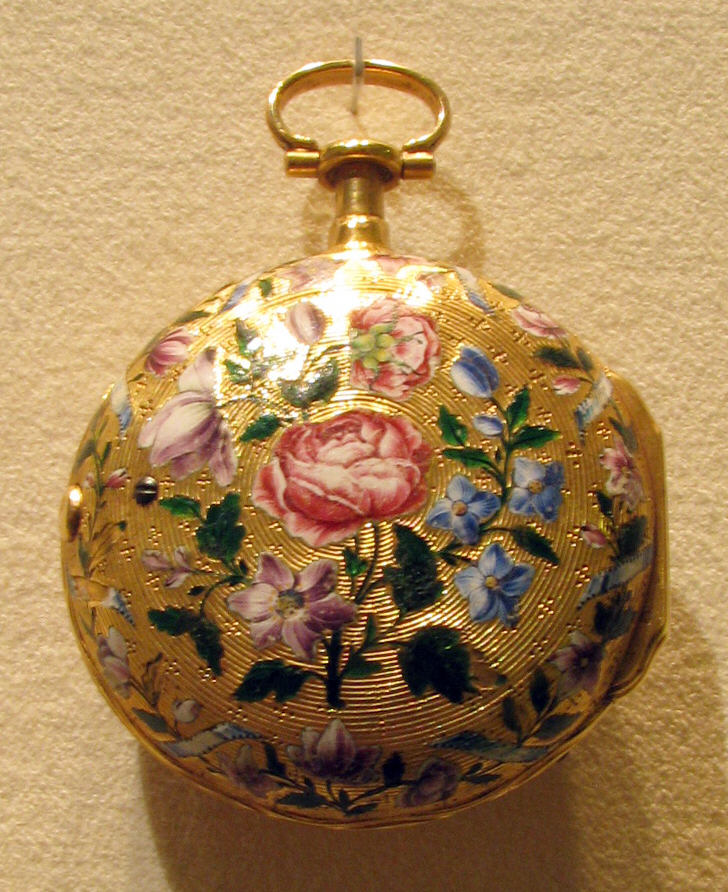
MoMa à New York
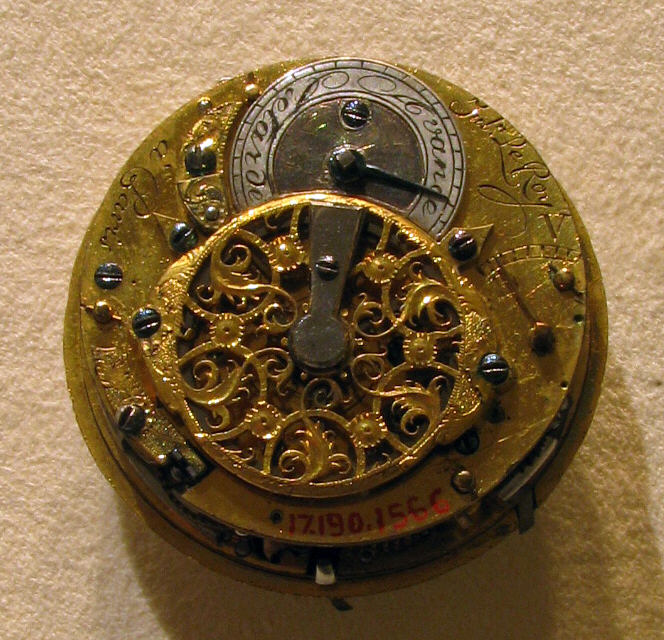
MoMa à New York
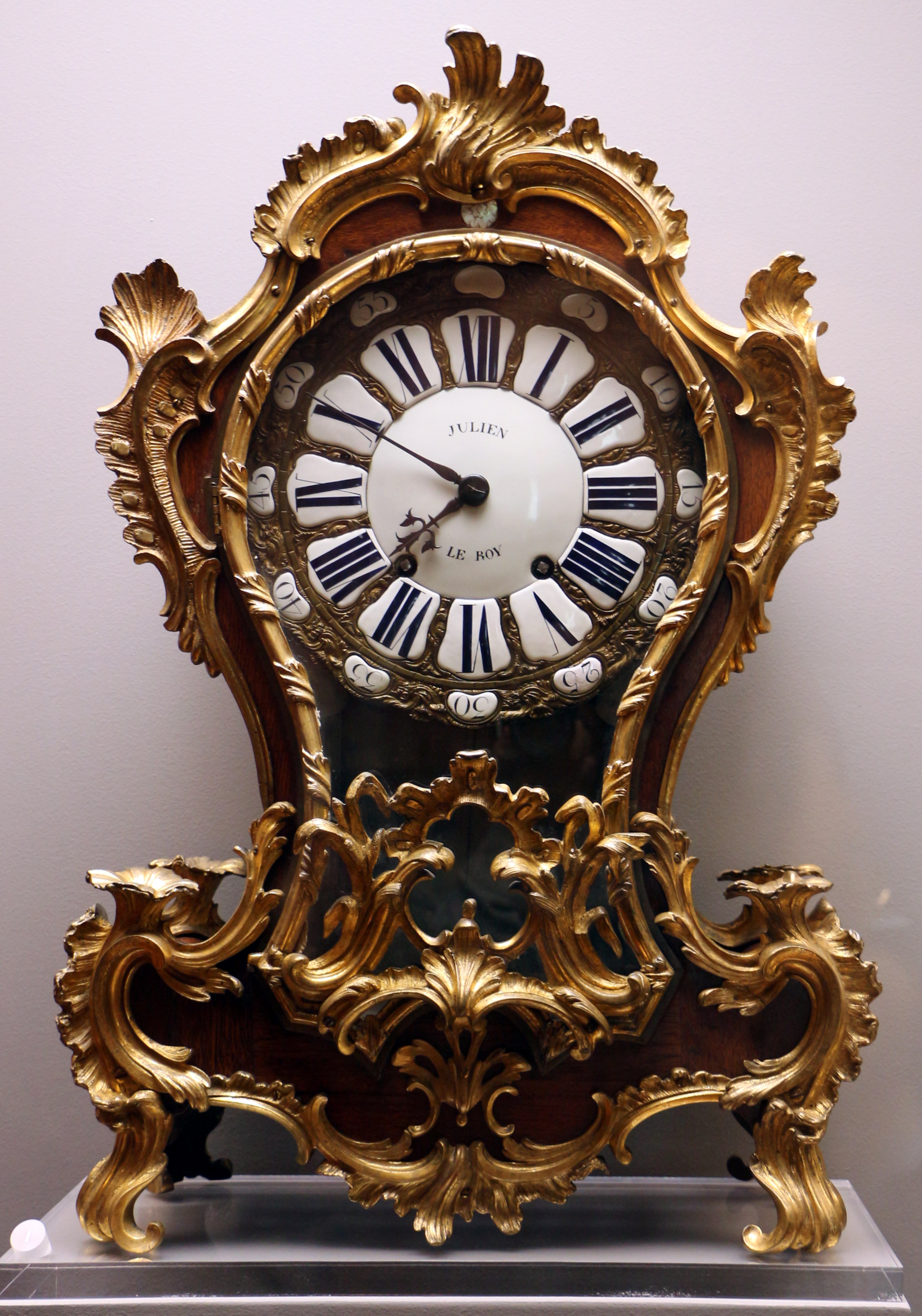
musée national d'arts anciens de Lisbonne
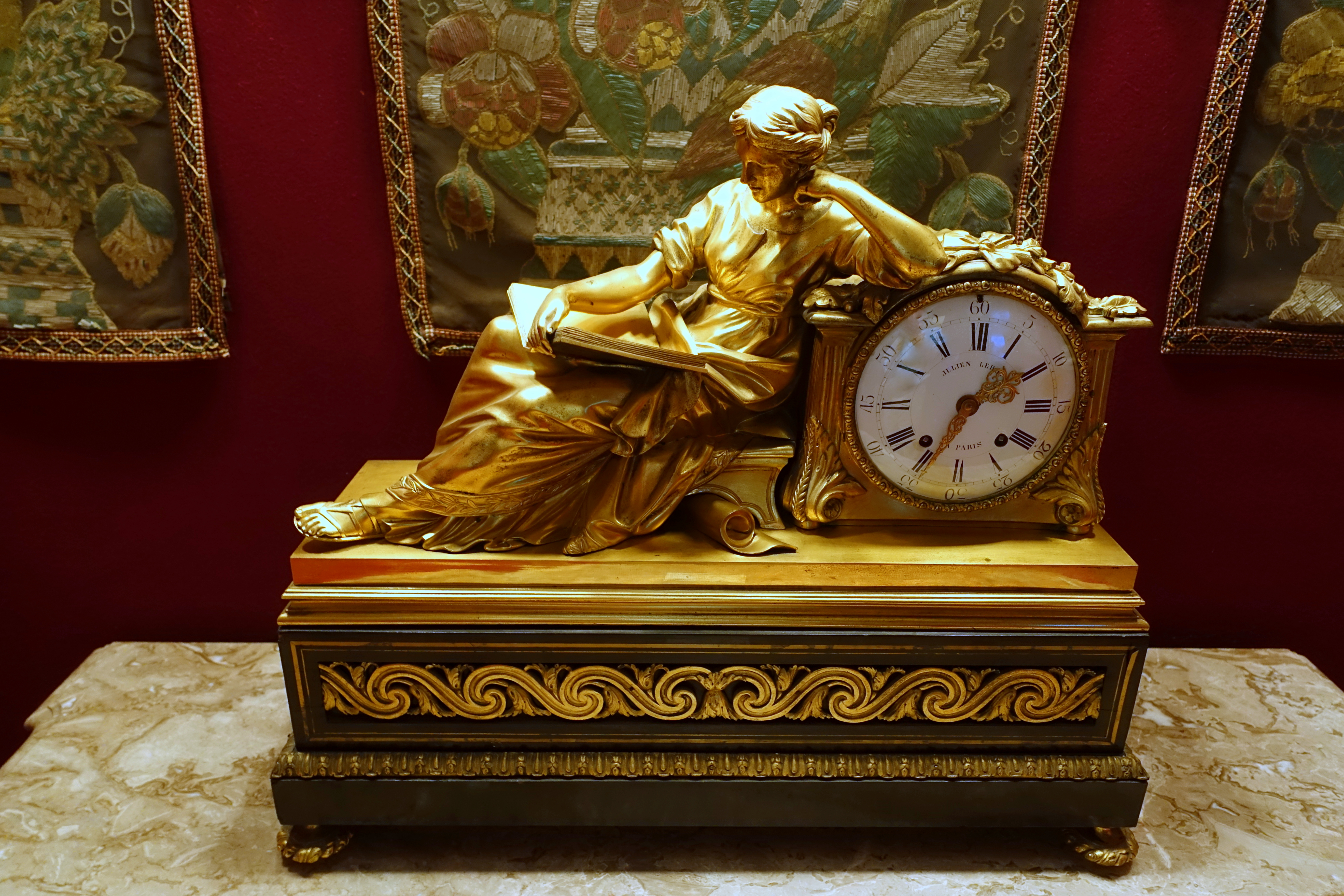
Waddesdon Manor
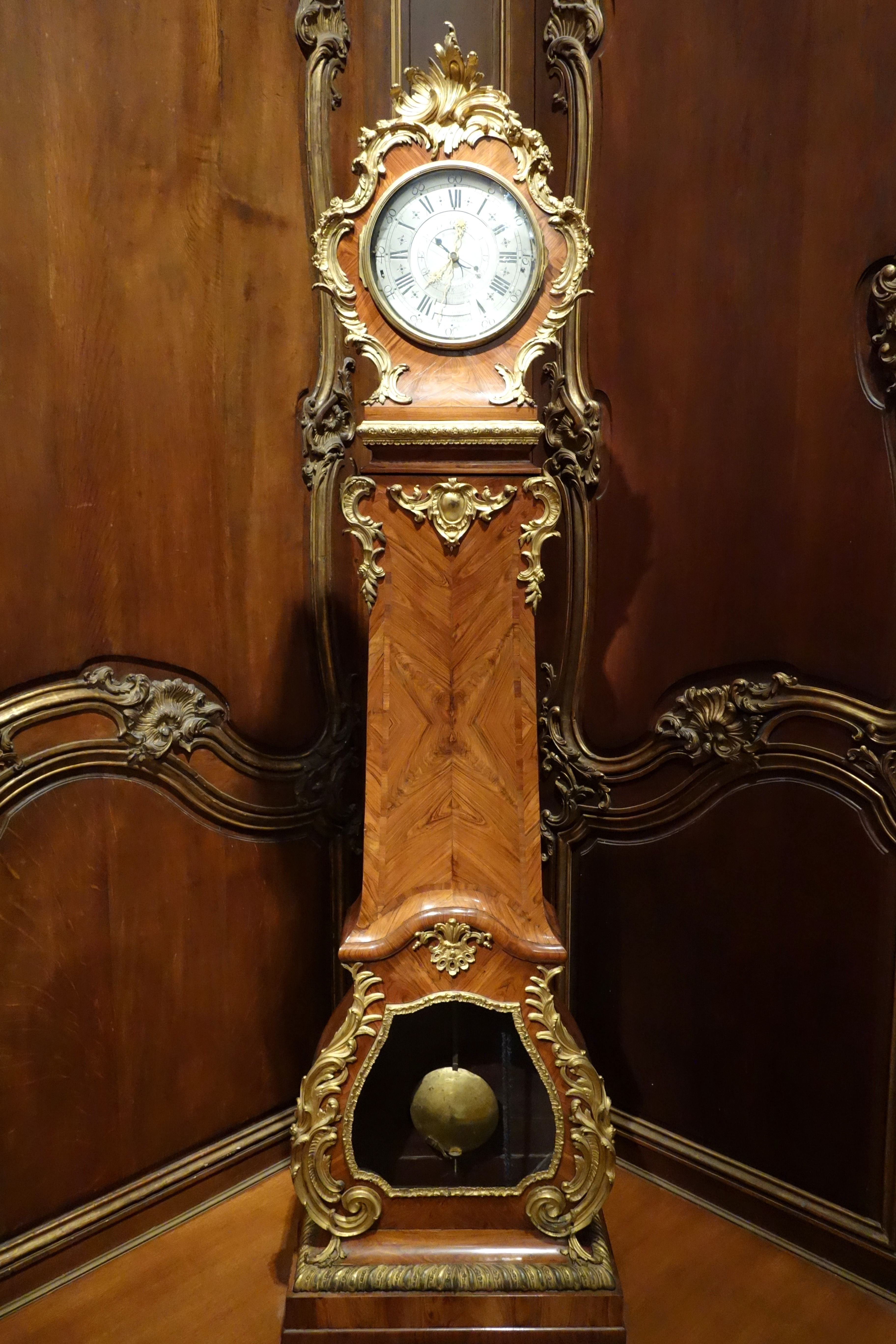
California Palace of the Legion of Honor

## Sources
- Pierre Larousse, Grand Dictionnaire universel du XIXe siècle, t. 10, Paris, Administration du grand Dictionnaire universel, p. 399.
- (en) Gillian Wilson, David Harris Cohen, Jean Nérée Ronfort, Jean-Dominique Augarde, Peter Friess, European Clocks in the J. Paul Getty Museum, Los Angeles, Getty Publications, 2013, 256 p., p. 185 lire en ligne.
- La Pendulerie.com